# Charles-Alexandre de Morell d'Aubigny
Charles-Alexandre de Morel d'Aubigny, seigneur de Monmouton et autres terres, né à La Rochelle le 3 février 1699 et mort à Rochefort en Charente-Maritime le 25 mars 1781, est un aristocrate et officier de marine français du XVIIIe siècle, devenu lieutenant général des armées navales puis vice-amiral de la flotte du Levant.

## Biographie

### Origines et famille
Charles-Alexandre Morell descend de la famille Morell d'Aubigny, une ancienne famille noble normande qui prouve sa noblesse depuis l'année 1480. La famille Morel (ou Morell) est originaire des environs de Falaise, en Normandie, où elle a formé les branches des Morell d'Aubigny de Putanges et des Morell d'Aubigny d'Assy. Cette famille a donné à l'armée de nombreux officiers. Parmi ses alliances, on cite celles avec les maisons de Montgoméry, de Rohan, de Montmorency, et Luynes, etc..
Le grand-père de Charles-Alexandre Morell, Antoine de Morell dit comte d'Aubigny, épouse en 1663, Marie de Beaumanoir, dont il a sept enfants.
Son père Alexandre-René Morell (1669-1705, dit comte d'Aubigny, vicomte de Neuvillette, seigneur de Champagné et autres lieux), est un temps chevalier de Malte avant de quitter l'Ordre et d'entrer dans la marine française comme lieutenant de vaisseau au département de Rochefort. Il épouse Louise Gabaret par contrat, passé devant Solleau notaire à La Rochelle, la fille de Louis Gabaret alors capitaine de vaisseau et futur chef d'escadre des armées navales. Ses parents se marient vers 1695 à La Rochelle. De cette union naissent deux fils :
- Louis-Alexandre, né le 4 octobre 1696, lieutenant de vaisseau, chevalier de Saint-Louis, mort sans descendance à Rochefort le 29 janvier 1746[5] ;
- Charles-Alexandre.

Né à La Rochelle, le 3 février 1699, Charles-Alexandre de Morell d'Aubigny est baptisé en l'église Saint-Barthélémy le 10 février suivant. Orphelin très jeune (son père meurt vers 1702 ou 1705 au cours d'un voyage à La Havane) s'oriente tout comme son père et son frère aîné avant lui vers une carrière dans la Marine du roi.

### Carrière dans le marine royale

#### Les premières années
Charles-Alexandre Morell entre dans la Marine royale le 14 avril 1713, à l'âge de 14 ans, en tant que garde de la Marine au département de Rochefort, le même jour que son frère ainé. Il fait sa première campagne en 1714 sur Le François, commandé par le chevalier de Montlaur, pour les îles de la Martinique, Saint-Domingue, La Havane et Veracruz. Il ne rentre en France qu'en 1715. Deux ans après, en 1717, il sert sur la frégate l'Atalante, commandée par le marquis de La Froselière pour l'île Royale, puis embarque en 1721 sur la flûte Le Chameau, commandée par M. de La Mirande pour le Canada, et en 1724 sur la Néréide commandée par M. de Gabaret[Lequel ?] pour les Îles du Vent.
Sous-brigadier des gardes-marines le 7 février 1724, il passe lieutenant de vaisseau le 2 février 1727, il devient ainsi un « officier bleu ». Il sert la même année sur l'Ardent, commandé par M. de Gabaret dans l'escadre du marquis d'O. Après avoir navigué en 1729 sur la flûte La Gironde, commandée par le chevalier de la Saussaye, pour Cayenne et La Martinique, il est détaché, en 1731, à Toulon comme enseigne dans la compagnie du Bourdet. L'année suivante, il fait sur Le Héros, commandé par le chevalier de Caylus, la campagne de l'île Royale puis il sert, en 1734 et 1735, à bord du Saint-Philippe, commandé par le marquis de La Roche-Allard, dans l'escadre de Duguay-Trouin.
Détaché en 1737 pour commander des compagnies formées par des troupes de la Marine pour aller combattre contre les « sauvages » Chickasaws en Louisiane, cette expédition ne se termine qu'en 1740. Il avait entretemps été promu lieutenant de vaisseau le 1er avril 1738 et commande en cette qualité la flûte Le Profond chargée d'aller apporter des approvisionnements à l'île Royale. Il est fait Chevalier de Saint-Louis le 1er janvier 1742.

#### La guerre de Succession d'Autriche
Il est promu capitaine de vaisseau le 1er janvier 1746 et il est nommé l'année suivante au commandement du vaisseau le Sérieux, à la place du chevalier de Bretauville. Le Sérieux, un vaisseau de 64 canons, ainsi que deux autres navires de ligne (le Diamant et la Gloire) et deux frégates, est armé à Brest pour protéger un convoi de 30 navires de transport de troupes destinées à reconquérir Louisbourg au Canada. Cette petite escadre est placée sous le commandement du chef d'escadre La Jonquière. Le comte d'Aubigny, a alors pour second Isaac Chadeau de la Clocheterie Partie de Bretagne, après avoir relâché à l'île d'Aix où elle est rejointe par les vaisseaux du chevalier de Saint-Georges.

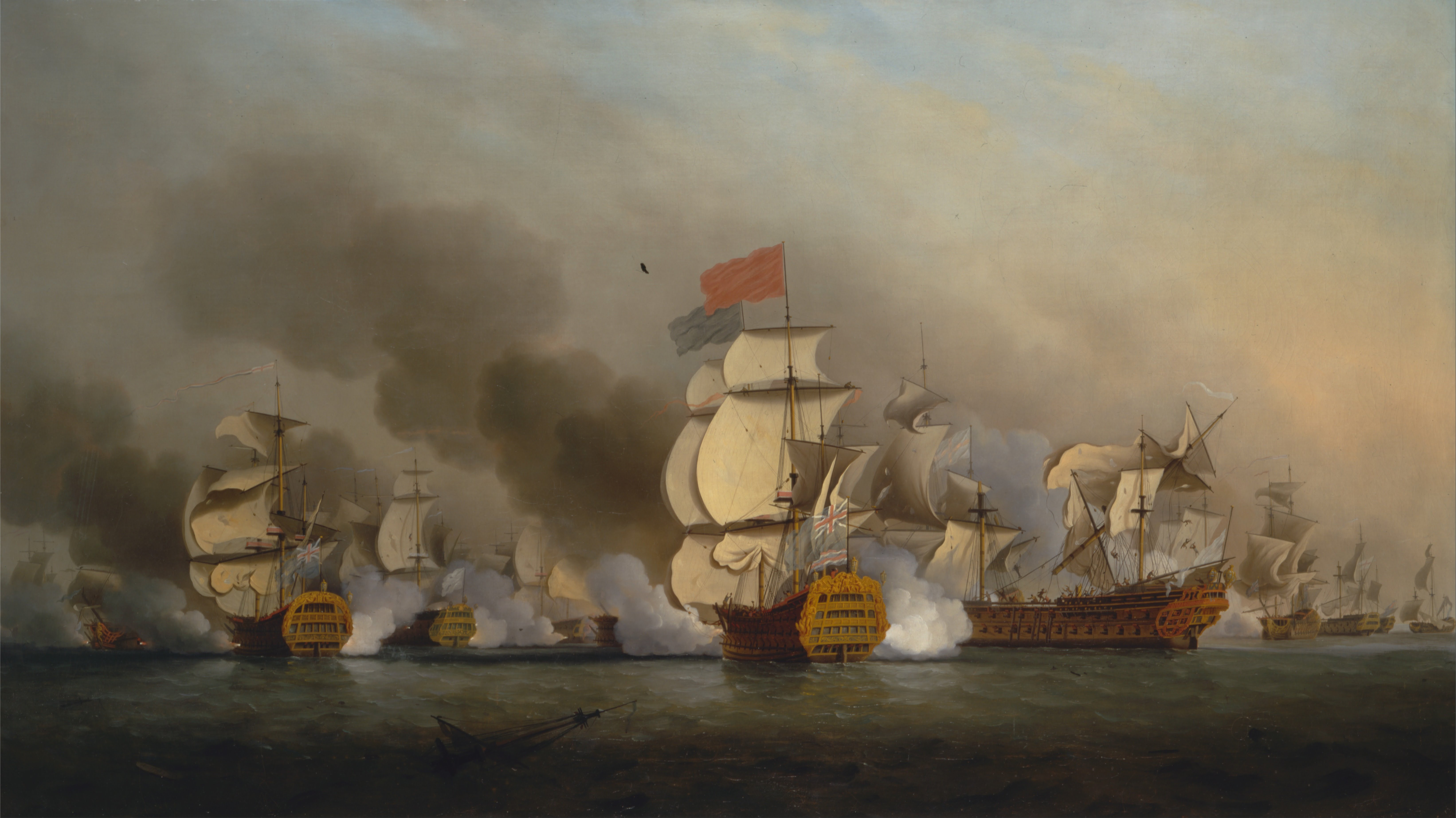
La bataille du cap Finisterre en 1747. D'aubigny y combat activement sur le.

L'escadre française rencontre, le 14 mai 1747, au large du cap Ortegal, l'escadre britannique de l'amiral Anson, forte de quatorze vaisseaux et de deux frégates. Dans le combat qui s'ensuit, le Sérieux n'amène son pavillon qu'après trois heures de combat ; il avait alors trois mètres d'eau dans la cale, ses batteries étaient submergées ou détruites et sa mâture fracassée. Tous les officiers à bord avaient été tués ou blessés. La Jonquière avait reçu un coup de feu à travers le corps, le comte d'Aubigny est grièvement blessé à la jambe… quant à son second, La Clocheterie, il trouve une mort héroïque.
Deux ans après, le comte d'Aubigny fait la campagne du Canada, commandant le Léopard par ordre du 10 avril 1749. Ayant passé dans cette colonie, le marquis de La Jonquière, nommé gouverneur de la Nouvelle-France, d'Aubigny ramène à son retour le marquis de La Galissonière, pourvu du commandement général de cette colonie. Cette campagne lui ayant occasionné des dépenses considérables, tant par la qualité des passagers que par le nombre de ceux qui l'accompagnaient, il est accordé à d'Aubigny, sur la proposition qui en est faite au roi, une gratification extraordinaire de 5 000 livres. Nommé au mois de février 1754 au commandement du vaisseau l’Éveillé, il commande la même année le vaisseau l'Aigle et la frégate la Diane pour la protection de la pêche à la morue au large de l'île Royale.

#### La guerre de Sept Ans
Le roi lui octroie une pension de 600 livres sur le Trésor royal le 14 février 1755. En 1755 et 1756, le comte d'Aubigny commande le Prudent et l'Atalante, de 36 canons. Le 11 mars 1756, commandant une division à bord du vaisseau le Prudent, il assiste dans les eaux de la Martinique à la prise du HMS Warwick par le comte du Chaffault, commandant de l’Atalante. L’Atalante, donne une chasse vigoureuse au Warwick, de 60 canons, monté par 370 hommes et commandé par le capitaine Shuldham. L’Atalante, évoluant pour se maintenir derrière le Warwick, à l'abri de son artillerie puissante, ne lâchait ses bordées qu'à coup sûr. Après cinq heures de ce singulier combat, le Warwick — dont le gouvernail avait été détruit — est contraint d'amener son pavillon. Manquant d'hommes pour faire manœuvrer le vaisseau capturé, le comte d'Aubigny fait passer une partie de l'équipage de l’Atalante à bord du Warwick, dont le commandement est confié à Du Chaffault. La gratification qui est accordée par le roi aux officiers et aux équipages de l'escadre se monte à la somme de 44 000 livres

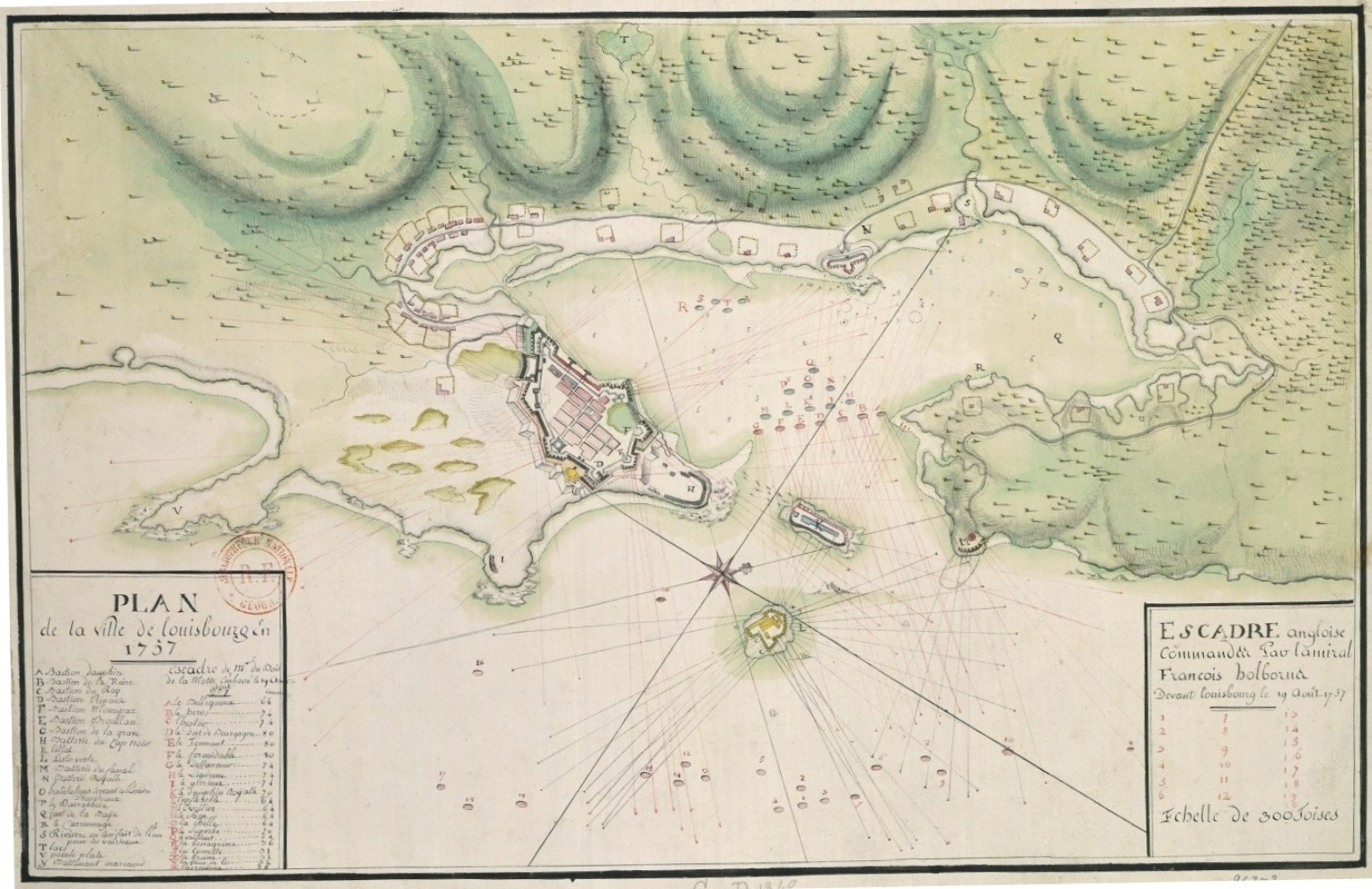
Le dispositif défensif de Louisbourg en 1757. D'Aubigny, sur le Duc de Bourgogne participe avec succès à la protection de la place.

Promu Chef d'escadre des armées navales le 1er janvier 1757 quelques mois après le début de la guerre de Sept Ans, le comte d'Aubigny se trouve à Brest le 1er avril de la même année, commandant le Duc de Bourgogne sous les ordres de Dubois de La Motte. Ce dernier avait été placé à la tête d'une flotte de huit vaisseaux et deux frégates, avec pour mission la protection de Louisbourg contre les Britanniques. Cependant la flotte française doit composer avec le mauvais temps qui disperse les navires et à la maladie qui décime les équipages. Elle arrive devant Louisbourg au mois de juillet 1757 avec 1 200 malades. La mission est cependant un succès, les Anglais renonçant à débarquer et subissant eux-aussi une dure tempête qui disperse leur escadre. Ils reviendront cependant à la charge l'année suivante, avec succès cette fois, en s'emparant définitivement de la place.
Après avoir été chargé au mois d'octobre 1759 de faire, avec le capitaine de vaisseau Latouche-Treville, une enquête technique sur l'état des ports du Havre à Dunkerque, le comte d'Aubigny est nommé commandant de la Marine à Rochefort en 1761, à la place de M. Dupin de Belugard. Il conserve ce poste jusqu'au mois de janvier 1763, date à laquelle il est remplacé par M. Froger de l'Éguille. Il joue un rôle actif à ce poste. Les victoires britanniques pendant la guerre de Sept Ans ayant accru l'audace de l'Amirauté, celle-ci ordonne de planifier des descentes en divers points du littoral français. L'ordre arrive à Rochefort, le 29 mai 1761, d'armer une escadre pour forcer les Britanniques qui croisaient devant l'île d'Aix et l'embouchure de la Charente, de s'éloigner de la côte. Les travaux ayant été poussés avec activité, une escadre est armée en peu de temps et prête à prendre la mer depuis Rochefort, sous les ordres du comte d'Aubigny. Cette escadre est alors composée de six vaisseaux de ligne : l'Intrépide, capitaine M. de La Touche-Tréville ; le Saint-Michel, capitaine M. de Lisardais ; le Guerrier, capitaine M. d'Orvilliers ; le Souverain ; le Magnifique, capitaine M. du Chaffault ; le Solitaire, capitaine M. de Lascarry. En seconde ligne, deux frégates, l’Hébé commandée par M. de La Touche-Beauregard et l'Aigrette commandée par M. du Chaffault, ainsi que dix prames.
Les événements qui suivent, et l'inertie du ministre de la Marine Berryer font changer de destination à l'escadre, puis la forcent à s'immobiliser, sans avoir combattu. Le chevalier de Sainte-Croix avait été obligé, le 7 juin 1761, d'ouvrir la citadelle de Belle-Isle aux Britanniques. Dans une lettre du 13 juin, le Roi demande au comte d'Aubigny de se porter avec son escadre sur les côtes de Bretagne après avoir fait son possible pour éloigner les Britanniques de la côte. Ces ordres seront modifiés par la suite ; l'ordre vient en effet de Rochefort de renforcer les vaisseaux le Tonnant, l’Orient, le Northumberland ; au mois de mars 1762, on démembre cette escadre et on envoie au Port des Basques une avant-garde comprenant les vaisseaux l'Intrépide, le Solitaire, le Saint-Michel et deux frégates ; les autres restent dans le port ; plus tard les vaisseaux d'avant-garde sont envoyés à Brest et les six autres désarmés.

#### Les dernières années
Le moment où il cesse de commander la Marine à Rochefort (janvier 1763) marque également la fin de sa carrière active. À partir de cette date, les seules informations contenues à son sujet dans les Archives de la Marine sont ses promotions successives. Il est nommé lieutenant général des armées navales le 1er octobre 1764. D'Aubigny, qui était déjà chevalier de Saint-Louis, est fait Commandeur de Saint-Louis le 26 avril 1767, puis Grand-croix de ce même ordre le 20 mars 1773, avec une pension de 6 000 livres, faveur considérable à l'époque car l'édit de 1693 portait à huit seulement le nombre de grand-croix de Saint-Louis.
Enfin, il est nommé vice-amiral des mers du Levant par provisions du Roi datées du 16 février 1780, en remplacement du comte d'Aché, mort la même année. À la même époque, le vice-amiral des mers du Ponant est le prince de Bauffremont-Listenois et tous les deux sont placées sous l'autorité de l'amiral de France, le duc de Penthièvre. La vice-amirauté est alors une charge purement honorifique, qui ne conférait aucun commandement et dont les titulaires, presque toujours très âgés, n'étaient plus en état de prendre la mer pour commander.
Le comte d'Aubigny conserve cette dignité un peu plus d'un an, il décède en effet le 25 mars 1781 à Rochefort en Charente-Maritime, à l'âge de 82 ans et deux mois. Il est remplacé à la vice-amirauté du Levant par le comte de Roquefeuil. À sa mort, il servait dans la marine depuis 68 ans, avait fait 17 campagnes aux commandement de sept vaisseaux et frégates et avait pris part à deux combats.

## Mariage et descendance
Il épouse le 20 novembre 1743, à Rochefort, Marguerite de Goussé de La Roche-Allard (morte le 5 septembre 1785), fille du lieutenant-général de La Roche-Allard, par la suite vice-amiral et commandeur de Saint-Louis et de sa femme Angélique Perrot. De cette union naissent six enfants, dont cinq meurent avant leur père :
- Marguerite-Charlotte de Morell d'Aubigny, né le 5 septembre 1744. Elle épouse François, comte de Plas, capitaine de vaisseau, le 25 septembre 1770 à Archingeay. Elle meurt le 6 décembre 1777 à Rochefort, à l'âge de 33 ans ;
- Achille-Charles-Alexandre de Morell d'Aubigny, né le 10 novembre 1745, mort avant son père ;
- Marc-Antoine de Morell d'Aubigny, né le 10 mars 1747, mort avant son père ;
- Pauline-Louise-Angélique de Morell d'Aubigny, née le 30 octobre 1748, son parrain est Hippolyte Bernard Bidé de Maurville, morte avant son père ;
- Agathe Louise de Morell d'Aubigny d'Assy, née le 8 novembre 1750 (parrain : marquis d'Amblimont). Elle épouse son cousin issu de germain Achille-Louis-Charles Hardouin de Morell, vicomte d'Aubigny, capitaine au régiment des dragons de La Rochefoucault ;
- Pauline-Louise de Morell d'Aubigny, née le 30 juillet 1754 (morte avant son père).

### Sources et bibliographie
- Michel Vergé-Franceschi, Les officiers généraux de la marine royale : 1715-1774, Librairie de l'Inde, 1990, p. 104 et suiv.
- Michel Vergé-Franceschi, La Marine française au XVIIIe siècle : guerres, administration, exploration, Paris, SEDES, coll. « Regards sur l'histoire », 1996, 451 p. (ISBN 2-7181-9503-7)
- Michel Vergé-Franceschi (dir.), Dictionnaire d'histoire maritime, Paris, éditions Robert Laffont, coll. « Bouquins », 2002, 1508 p. (ISBN 2-221-08751-8 et 2-221-09744-0)
- Rémi Monaque, Une histoire de la marine de guerre française, Paris, éditions Perrin, 2016, 526 p. (ISBN 978-2-262-03715-4)
- « Aubigny (Charles-Alexandre de Morell, comte de) », dans Étienne Taillemite, Dictionnaire des marins français, Tallandier, 2002 (ISBN 2-84734-008-4), p. 18.
- Georges Lacour-Gayet, La Marine militaire de la France sous le règne de Louis XV, Honoré Champion éditeur, 1910 (1re éd. 1902) (lire en ligne)
- François-Alexandre de La Chenaye-Aubert, Dictionnaire Généalogique, Héraldique, Chronologique et Historique, chez la veuve Duchesne, 1761 (lire en ligne), p. 806 et suiv.
- H. Venant, « Charles-Alexandre Morell, comte d'Aubigny : vice-amiral de France (1699-1781) », Revue de Saintonge & d'Aunis : Bulletin de la Société des archives historique…, vol. 31,‎ 1911, p. 329-342 (lire en ligne)